# Río Spicket
El Río Spicket es un río de 28,5 km (17,7 millas). de largo ubicado en Nuevo Hampshire y Massachusetts en Estados Unidos. Es un afluente izquierdo del Río Merrimack, parte de la cuenca del Golfo de Maine. A veces se describe como "Spickett".

## Galería

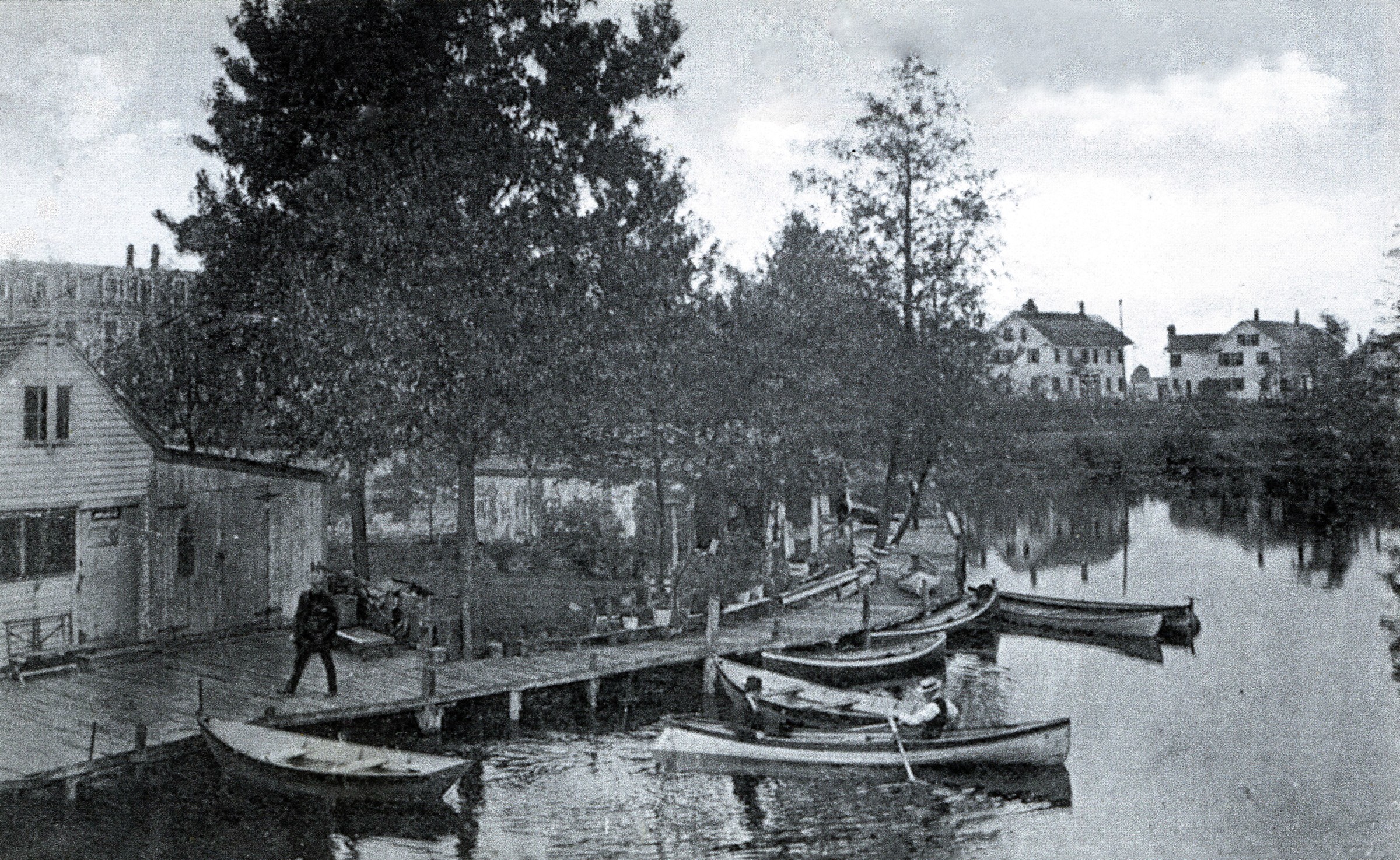
Casa del barco alrededor de 1900 en Methuen, Massachusetts
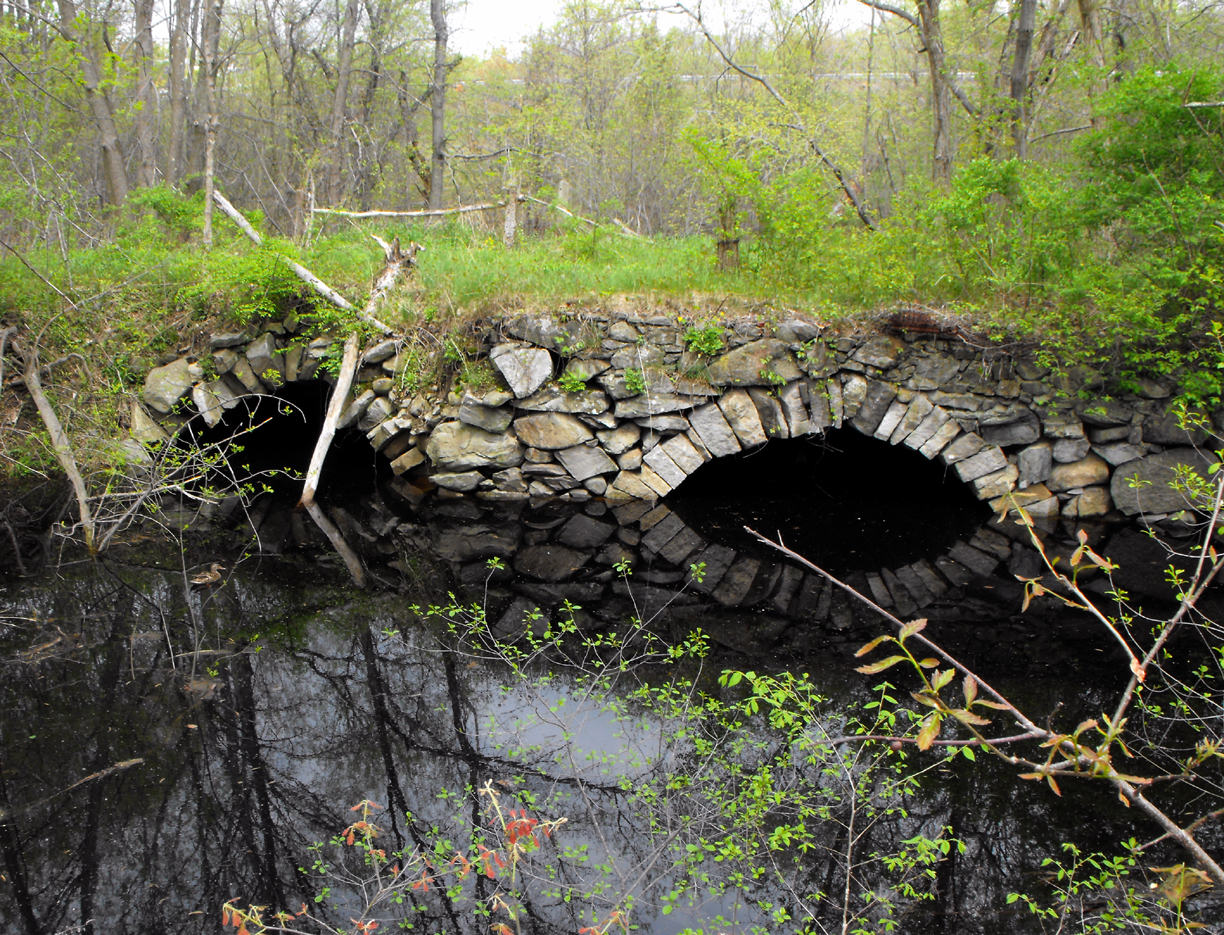
Puente de arenas en Hampshire Rd, Methuen